# Kanal Kuloj-Pinega
Kanal Kuloj-Pinega (rus. Кулой-Пинежский канал) je kanal koji spaja rijeke Kuloj i Pinega u sjevernoj Rusiji na njihovim najbližim točkama. Duljina kanala je 8 km. Kanal je izgrađen 1928.
Kanal se nalazi u blizini naselja Pinega u Pinežskom rajonu, Arhangelska oblast, Rusija.
Pinega teče u sjeverozapadnom smjeru, a blizu naselja Pinega naglo skreće prema jugozapadu. Prije su Kuloj i Pinega bili jedan plovni put koji je tekao prema Mezenskom zaljevu Bijelog mora ; zatim se Pinega okrenula prema Sjevernoj Dvini. Tijekom određenog razdoblja došlo je do razdvajanja između Kuloya i Pinege, kada je tok Pinege dijelom tekao u Sjevernu Dvinu, a dijelom u Kuloj. Trenutno, bifurkacija ne postoji, a Pinega se u potpunosti ispušta u Sjevernu Dvinu. Kao trag bivše bifurkacije, nalazi se depresija između Pinege i Kuloja. Kanal je izgrađen u ovoj udubini.  Na strani Kuloya, kanal odvaja rijeku Sotku (uzvodni kanal) i Kuloj (nizvodni).
Projekt izgradnje kanala između Kuloya i Mezena prvi put je razmatran 1840. godine. Ideja je bila da se drvo iz Sotke, Kuloya i drugih rijeka u slivu Kuloya može splavom dopremiti u Mezenski zaljev, koji se nalazi na udaljenoj lokaciji, ili prevesti kopnom. Bilo bi praktičnije usmjeriti drvo u Pinegu i nizvodno do Sjeverne Dvine. Godine 1844. Arhangelska državna dobra komora odlučila je da je projekt neprofitabilan.  Godine 1925. provedena su nova istraživanja uzrokovana porastom sječe drva u slivu rijeke Kuloy. Izgradnja kanala trajala je dvije godine, od 1926. do 1928. Na kanalu je bila jedna prevodnica 160 metara. Minimalna širina kanala je 20 metara.
Kanal je trenutno u upotrebi, iako je prilično zapušten, Ustava je pokvarena, a kanal je preplitak za velike brodove. Ljeti ponekad gotovo presuši.

## Vanjske poveznice
- Канал Кулой u Državnom vodnom registru Rusije. textual.ru (ruski). 21. srpnja 2025.